# Salix sungkianica
Espèce

Salix sungkianica est une espèce de plantes à fleurs de la famille des Salicaceae. C'est un saule originaire de Chine, décrite par Yi Liang Chou et Skvortsov.

## Synonymie
- Salix sungkianica f. brevistachys Y.L. Chou ; Tung.

## Description
Salix sungkianica est un arbuste à l'écorce gris terne qui peut atteindre 6 mètres de haut. Ses rameaux sont vert rougeâtre ou jaunâtre, glabres et minces. Les bourgeons ovoïdes voisinent avec des stipules linéaires de 5 à 7 mm. Les feuilles sont de forme lancéolée ou ovalo-lancéolée, à la bordure dentée ; elles atteignent de 8 à 16 cm de long et 0,8 à 1,6 mm de large. Elles ont un pétiole qui mesure de 1 à 3 mm (parfois 5 mm)

## Répartition et habitat
L'espèce est rencontrée au bord des rivières de Harbin, de la province chinoise de Heilongjiang,,.